# Zrób, co możesz
Zrób, co możesz – drugi singel promocyjny Anny Marii Jopek z albumu Id.

## Lista utworów
1. Zrób, co możesz (radio edit, mix & master) 4:11
2. Nie budźcie Mnie (wersja niepublikowana zarejestrowana 14.12.2005 podczas przyjęcia urodzinowego Anny Marii Jopek) 3:58
3. Spróbuj Mówić Kocham (Live) 6:36
4. Ucisz Się (Bass Duet Live) 3:25
5. Teraz I Tu (Live) 6:53